# Neolitsea cuneifolia
Neolitsea cuneifolia är en lagerväxtart som beskrevs av Gen-Iti Koidzumi. Neolitsea cuneifolia ingår i släktet Neolitsea och familjen lagerväxter. Inga underarter finns listade i Catalogue of Life.